# Calella
Calella – miasto i gmina w północno-wschodniej Hiszpanii, we wspólnocie autonomicznej Katalonii, prowincji Barcelona i comarce Maresme. Wchodzi w skład aglomeracji barcelońskiej (Àmbit metropolità de Barcelona) i obszaru metropolitalnego Barcelony (Àrea metropolitana de Barcelona).
W celu jej odróżnienia od Calelli de Palafrugell (położonej w prowincji Girona), nieoficjalnie nazywana jest również Calella de la Costa.
Zlokalizowana na wybrzeżu Morza Śródziemnego, w środkowej części Costa del Maresme, 20 km na północny wschód od Mataró (stolicy comarki) i 46 km od centrum Barcelony. Występuje tu typowy klimat śródziemnomorski.
Miasto o ponad 650-letniej historii. Jeden z największych i najpopularniejszych kurortów turystycznych tej części hiszpańskiego wybrzeża z szerokim zakresem zakwaterowania (w 2020 r. – 13 786 miejsc noclegowych w hotelach, apartamentach, pensjonatach, schroniskach i na kempingach). Rocznie gości około 250 000 turystów, głównie Brytyjczyków i Niemców. Słynie z długich i szerokich plaż (o nawierzchni z gruboziarnistego piasku, a także żwiru) o łącznej długości prawie 3 km oraz powierzchni 180 000 m² (w granicach administracyjnych miasta funkcjonują trzy plaże). Dwie największe - Plaża Gran de Calella oraz Plaża de Garbí bezpośrednio ze sobą sąsiadują i posiadają kategorię Błękitnej Flagi. Trzecia z plaż - Plaża de les Roques znajduje się na południowy zachód od centrum, przy drodze krajowej N−II (Carretera Nacional N−II), u stóp 118-metrowego wzgórza Les Torretes, na wysokości latarni morskiej i dwóch wież telegrafu optycznego Les Torretes.

## Miejscowości gminy Calella
Zestawienie miejscowości, położonych na terenie gminy Calella wraz z liczbą ich stałych mieszkańców w 2011 r.:
- Calella – 17 619
- Can Carreres – 67
- Kilòmetre Tres – 28
- Parc de Calella – 733
- Sant Quirze – 153
- Valldenguli – 72

## Atrakcje turystyczne
- Latarnia morska Far del Capaspre, oddana do użytku 14 listopada 1859
- dwie wieże telegrafu optycznego Les Torretes, wybudowane w latach 1849–1850
- zabudowa staromiejska z placami: de l'Església, de la Constitució (de l'Ajuntament) i Catalunya
- promenada nadmorska Passeig de Mar Manuel Puigvert, ukończona w 1927 r.
- park Dalmau
- Miejska hala targowa (Mercat Municipal) wybudowana w 1927 r. w stylu Novecentisme

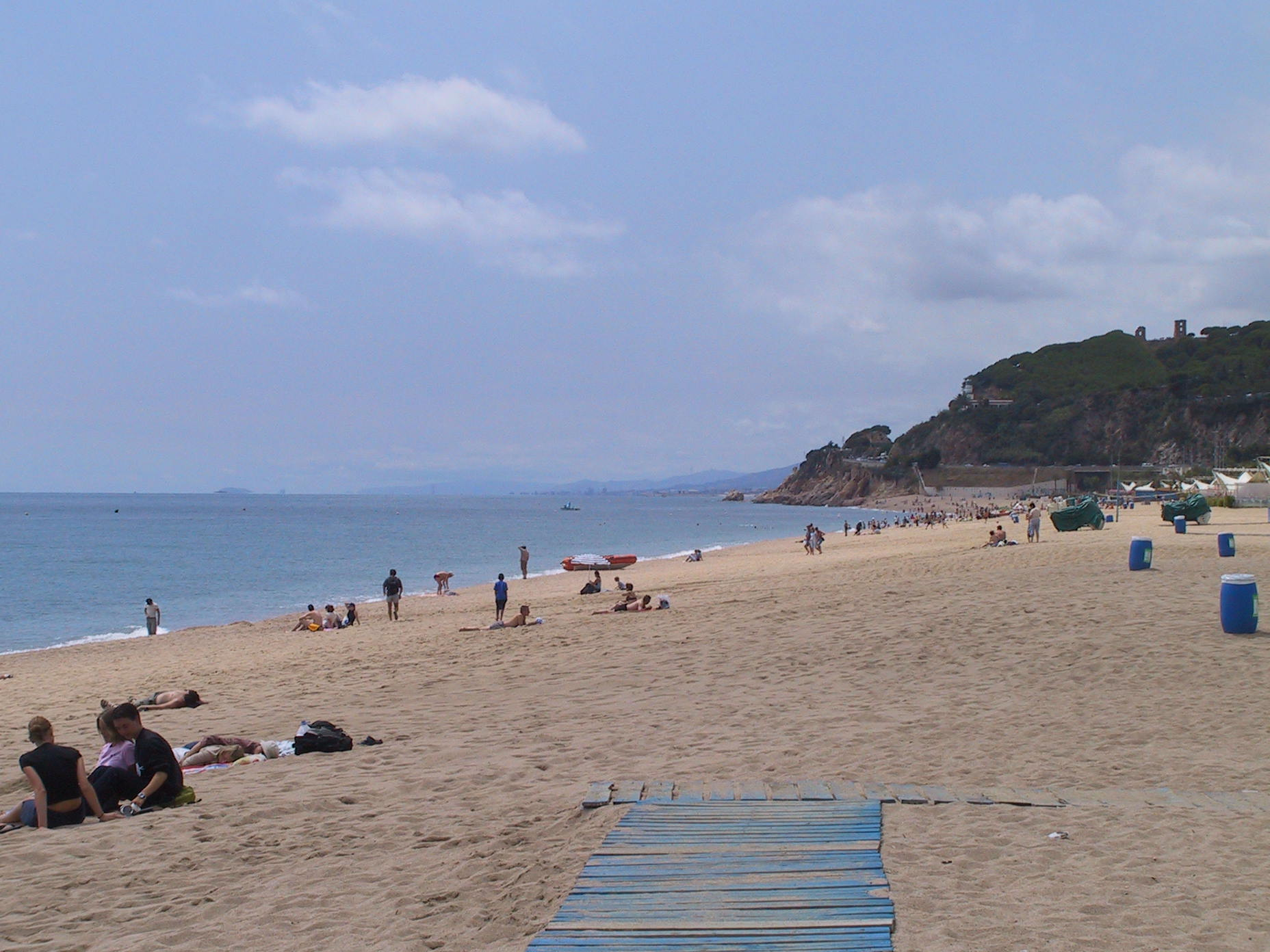
Plaża de Garbí w Calelli i wzgórze Les Torretes z wieżami telegrafu optycznego.

## Transport

### Drogowy
Główne połączenie drogowe z resztą kraju stanowi płatna autostrada regionalna C-32 (nazywana też Corredor del Mediterrani). W pobliżu Calelli zlokalizowane są dwa "pełne" węzły autostradowe (tj. umożliwiające wyjazd i wjazd dla obydwu jezdni autostrady): nr 117 na wysokości Sant Pol de Mar oraz nr 122 na wysokości centrum Calelli, a także jeden "półwęzeł" – nr 124 na wysokości Pineda de Mar, umożliwiający wyjazd/wjazd wyłącznie w kierunku północnym. Ponadto, przez miasto przebiega droga krajowa N−II (Carretera Nacional N−II), komunikująca Calellę z pozostałymi miejscowościami nadmorskimi oraz Barceloną (w ciągu tej drogi znajduje się główna arteria komunikacyjna miasta - Carrer Sant Jaume). Spora część z pozostałych ulic to przeważnie drogi jednokierunkowe. Kilka uliczek w obrębie zabudowy staromiejskiej została wyłączona z ruchu kołowego. Wzdłuż wybrzeża i równolegle do torów kolejowych przebiega arteria nadmorska, w ciągu której wytyczono dwie ulice: dwukierunkową Passeig de les Roques (na wysokości Plaży de Garbí) oraz jednokierunkową Carrer de Josep Anselm Clavé (na wysokości Plaży Gran de Calella).

### Autobusowy
Calella przynależy do 4 strefy transportu publicznego obszaru metropolitalnego Barcelony (dokładnie do strefy 4H systemu obsługiwanego przez ATM). Przewozy autobusowe do Barcelony i pozostałych miejscowości wybrzeża maresneńskiego realizuje przedsiębiorstwo Sagalés (Barcelona Bus), a w ramach sieci funkcjonuje kilka linii autobusowych, w tym jedna nocna. Przystanki autobusowe zlokalizowane są przy głównej ulicy miasta – Carrer Sant Jaume, a najważniejsze z nich to: Placa de les Roses, Oficina d'Informació i Turisme/Sant Josep - Mercat oraz Av. Vallderoure/Mar - Benzinera.

### Kolejowy
W nadmorskiej części miasta - przy Carrer de Josep Anselm Clavé - zlokalizowana jest stacja kolejowa, przez którą przebiegają trzy linie kolejowe obsługiwane przez Renfe Operadora (Rodalies de Catalunya): R1 (po której poruszają się pociągi Rodalies Barcelona), RG1 (po której poruszają się pociągi Rodalies Girona) oraz Estrella Costa Brava (po której poruszają się pociągi dalekobieżne). Dzięki nim z Calelli można bezpośrednio dotrzeć do m.in.: Barcelony, Girony, wszystkich kurortów Costa del Maresme (od Blanes do Montgat), Madrytu i granicy hiszpańsko-francuskiej.
Stacja kolejowa Calella przynależy do 4 strefy transportu publicznego obszaru metropolitalnego Barcelony (dokładnie do strefy 4H systemu obsługiwanego przez ATM) i jednocześnie 5 strefy kolejowej Renfe Operadora Rodalies de Catalunya.

### Lotniczy
Dwa najbliższe Calelli porty lotnicze to: Port lotniczy Girona (39 km od centrum miasta) i Port lotniczy Barcelona (72 km od centrum miasta). Obywa obsługują cały ruch turystyczny kurortu.

## Sardana
Sardana to narodowy taniec kataloński, symbolizujący solidarność i jedność Katalończyków. Tancerze powolnie chodząc trzymają się za ręce tworząc koło. Tańczony jest przede wszystkim przez ludzi starszych.
W Calleli znajduje się pomnik przedstawiający tańczących, a w każdy niedzielny wieczór w parku Dalmau mają miejsce publiczne próby, połączone z pokazami. Corocznie od 1926 r., w pierwszą niedzielę czerwca, organizowany jest tutaj również najstarszy festiwal tego tańca – Aplec de la Sardana (nazywany także Aplec Pairal de Catalunya). Od 1996 r. Calella nosi miano "miasta sardany" (Ciutat Pubilla de la Sardana).

## Miasta partnerskie
- Ille-sur-Têt (od 13 grudnia 1987)